# 高橋徹 (レーサー)
高橋 徹（たかはし とおる、1960年10月6日 - 1983年10月23日）は、広島県賀茂郡西条町（現・東広島市）出身のレーシングドライバー。ウイングカーの申し子との異名を持つ。血液型A型。

## 経歴

### デビュー前
父親は公務員でごく普通の家庭で育ったが、中学2年の時、野呂山スピードパーク（1974年まで存続）で初めてレースを見てレーシングドライバーになる夢を抱く。広島県立広島工業高校化学科を1年留年した後2年生時で中退。18歳になり運転免許を取得したその日、地元の街道レーサーだった5歳上の兄・邦雄の愛車であった日産・スカイラインを譲り受けた。2,200ccにボアアップしノンスリップデフを装着したシャコタン車で、兄に速く走る方法を仕込まれるとその初日にはフェンスに張りつくスピンをするほど乗り回していたという。
その後、レースへの出場意欲が高まると、板金工場で働いて稼いだ資金と愛車スカイラインを売却した資金に加え、何とか説得した家族からの援助で鴻池スピード製のフォーミュラマシン、KS-07・スズキを購入しFL500レースにエントリーする。

### レースデビュー、スターダムへ
1979年、18歳でKS-07スズキを駆って西日本サーキット（後のMINEサーキット、現・マツダ美祢自動車試験場）のFL500のシリーズ戦に参戦。デビュー前の練習走行は2回しか出来なかったが予選5位、決勝4位と健闘。「鈴鹿に行って自分を試してみたい、5年で日本一になれなければレーサーは諦めて広島に帰る」と両親を説得。日本人ドライバーがF1に参戦することに現実味が感じられなかった時代ゆえ、当時の国内トップフォーミュラだった全日本F2選手権での優勝が具体的な目標になったと言われる。
1980年、三重県鈴鹿市に転居。自動販売機のメンテナンス会社や自動車部品の販売会社に勤めながらFL550のシリーズにフル参戦。資金も時間もなく練習時間もほとんど取れない状態だったが、「鈴鹿シルバーカップFL550」シリーズの年間チャンピオンになる。
1981年にはハヤシレーシングにメンテナンスを依頼し、FL550と平行してFJ1600の鈴鹿シリーズにも参戦。FL550シリーズ3位、鈴鹿FJ1600シリーズ9位、西日本FJ1600シリーズ5位の戦績を残す。この頃にはアルバイト先がハヤシレーシングとなり、ハヤシ製FJマシンの開発ドライバーとしての役割もあった。
1982年、FJ1600に乗る傍ら、全日本F3選手権にもハヤシレーシングからマシンレンタルという形で参戦。2勝と2度のポールポジションを獲得し、同じくハヤシのマシンに乗る鈴木亜久里（ランク4位）を上回るランキング3位の成績を残す。
同年11月、親友の小河等とともにレイズのF2テストに参加。「才能は際立って速いが、そのぶん壊す」という理由で起用は見送られるも、12月には生沢徹率いるチーム・イクザワの富士スピードウェイでのGC車テストに参加し、同じくテストに参加していた鈴木利男を上回るタイムを叩き出した（鈴木は同年3月に起こしたクラッシュで本調子ではなかったことも一因）。そのことが生沢と懇意にしていたヒーローズレーシングのオーナー田中弘の耳にも届き、後に契約。ヒーローズは当初、星野一義と高橋の2人体制で1983年の全日本F2選手権を戦う予定だったが、星野はシーズンオフにヒーローズレーシングを電撃離脱し、ホシノインパルの関連子会社としてレーシングマネジメント会社ホシノレーシングを設立して独立。ナンバーワンドライバーを失ったヒーローズレーシングは、急遽高橋をエースドライバーとして参戦することとなった。こうして関係者が認める才能と多くの支援者によって下級カテゴリーをわずか3年半で通過、全日本のトップカテゴリー、F2に駆け上がった。しかし資金もなく仕事に追われていたため、高橋の練習・経験不足は明らかで、危ないスピンを何回か繰り返していたといわれる。
1983年、ヒーローズレーシングからF2と富士GCにフル参戦することになった。全日本F2第1戦の予選前に行われた公開練習で、F2ルーキーである高橋は並み居る強豪を押さえて最速タイムを記録し、関係者の度肝を抜く。予選では4位につけ、本戦でも最終ラップにヘアピンで星野をかわし、中嶋悟に次ぐ2位に入り衝撃のデビューを飾る。国内トップフォーミュラにおける新人のデビュー戦最高成績を挙げ、一躍トップドライバーの仲間入りをした。
同年5月の全日本F2第4戦「鈴鹿JPSトロフィーレース」では、予選で当時の鈴鹿のコースレコードとなる1分56秒46を叩き出しポールポジションを奪取。しかし決勝は3位で悲願の優勝はならず、高橋自ら体力不足を敗因に挙げた。

### 事故死
全8戦で行われる全日本F2は前半を終えランキング5位。高橋は新人として決して悪くない位置だったが、デビュー戦で2位を獲ったことで周囲もファンも優勝を期待していた。高橋自身も「1位しか価値がない」と周囲に漏らしていたと言われる。
1983年10月23日、富士GCシリーズ最終戦「富士マスターズ250キロレース」の決勝において、高橋はトップを走る星野を2位で追走していた。しかし、2周目の最終コーナー立ち上がりでスピン。車体が後ろ向きになったことでヴェンチュリ効果を失ったウイングカーは木の葉のように舞い上がり、車体上面（運転席付近）から250km/hの速度で観客席フェンスに突き刺さるように激突した。マシンやその破片の直撃を受けた観客1人が即死、1人重傷、2人が軽傷を負うという大事故となった。ストレート脇にマシンごと着地した高橋は富士スピードウェイの医務室に運ばれたが、死亡が確認された。23歳没。
高橋がトップカテゴリーで戦ったのはわずか8か月間だったが、この短い期間にレース関係者やファンに強烈な印象を残した。1960 - 70年代に見られたドライバーと違い、高橋はどこにでもいる普通の若者然としており、それでいて一気にトップカテゴリーに上り詰めたことから、当時の流行語でもある「新人類」をかけた「新人類ドライバー」とも言われた。同年齢で同チームにも所属した鈴木亜久里は後年「徹が生きていたら、絶対にF1に乗ったはず」と、高橋の才能を高く評している。また、高橋に憧れてレース活動を始めた片山右京は、1988年から高橋のヘルメットデザインをベースにアレンジしたものを自らのヘルメットカラーに取り入れ、後にF1参戦を果たした。
故郷・広島の自動車メーカーであるマツダワークスが、1984年のル・マン24時間レースでマツダ・727Cに乗るドライバーの一員として、広島出身である高橋をスカウトする計画が水面下で進められていた。社内では提示する条件面も検討され、交渉を開始しようかという矢先だったというが、そのオファーが実際に届く前に高橋は死去した。

### 余波
高橋が死亡した事故では観客にも死傷者が出たため、検証には警察が介入することになった。さらに、高橋の遺族やチーム関係者、サーキット運営者らが観客の遺族に提訴され、事故の責任を問われることになった。
高橋の事故はグラウンド・エフェクト・カー（ウイングカー）の特性に起因するという見方もされた。グラウンド・エフェクト・カーの危険性はかねてから指摘されており（富士グランチャンピオンレースの項を参照）、10月の高橋の事故が決め手となってGCにおけるグラウンド・エフェクト・カーは禁止されフラットボトム化された。また生前の高橋に対しては、「ウイングカー（グラウンド・エフェクト・カー）の申し子」という異名も存在した。グラウンド・エフェクト・カーは独特の操縦感覚が必要とされると言われるが、高橋はそれをベテラン勢以上にうまく乗りこなしていたからである。
高橋の墓石には残した言葉が刻まれている。

## レース戦績

### 全日本F3選手権
| 年     | 使用車両    | 車番 | タイヤ | 1       | 2     | 3     | 4     | 5       | 6     | 7       | 8     | 9     | 順位 | ポイント |
| ------ | ----------- | ---- | ------ | ------- | ----- | ----- | ----- | ------- | ----- | ------- | ----- | ----- | ---- | -------- |
| 1982年 | ハヤシ・320 | 7    | B      | SUZ Ret | FSW 3 | NIS 1 | SUZ 2 | SUG Ret | NIS 2 | SUZ Ret | TSU 1 | SUZ 2 | 3位  | 93       |

### 全日本F2選手権
| 年     | 所属チーム                  | 使用車両               | 車番 | タイヤ | 1     | 2       | 3     | 4     | 5       | 6     | 7     | 8   | 順位 | ポイント |
| ------ | --------------------------- | ---------------------- | ---- | ------ | ----- | ------- | ----- | ----- | ------- | ----- | ----- | --- | ---- | -------- |
| 1983年 | UNI-PEXヒーローズレーシング | マーチ・832 BMW・M12/7 | 3    | B      | SUZ 2 | FSW Ret | NIS 5 | SUZ 3 | SUZ Ret | FSW 4 | SUZ 6 | SUZ | 5位  | 49       |

### 富士グランチャンピオンレース
| 年     | チーム                      | 使用車両               | 車番 | タイヤ | 1     | 2       | 3       | 4       | 順位 | ポイント |
| ------ | --------------------------- | ---------------------- | ---- | ------ | ----- | ------- | ------- | ------- | ---- | -------- |
| 1983年 | UNI-PEXヒーローズレーシング | マーチ・822 BMW・M12/7 | 9    | B      | FSW 6 | FSW Ret | FSW Ret | FSW Ret | 位   |          |

※使用カウルは第1戦ノバSPL、第2戦MCS-III、第3戦以後MCS-IVでの参戦。

## 書籍・参考書籍
- 『高橋徹　A Memory Album』
- 一志治夫『たった一度のポールポジション』（講談社刊 通常版：1989年3月 ISBN 9784062043328、文庫版：1992年5月 ISBN 9784061851429）
- 黒井尚志『レーサーの死』（双葉社刊 2006年4月 ISBN 4575298913）